# Стара Ружа
Стара Ружа (пол. Stara Róża) — село в Польщі, у гміні Сточек-Луковський Луківського повіту Люблінського воєводства.
Населення — 338 осіб (2011).
У 1975-1998 роках село належало до Седлецького воєводства.

## Демографія
Демографічна структура станом на 31 березня 2011 року:
|          | Загалом | Допрацездатний вік | Працездатний вік | Постпрацездатний вік |
| -------- | ------- | ------------------ | ---------------- | -------------------- |
| Чоловіки | 182     | 40                 | 121              | 21                   |
| Жінки    | 156     | 40                 | 83               | 33                   |
| Разом    | 338     | 80                 | 204              | 54                   |